# Dichotomius assifer
Dichotomius assifer là một loài bọ cánh cứng trong họ Bọ hung (Scarabaeidae).